# Julia Fatton
Julia Fatton, née Alter, est une athlète allemano-suisse, née le 24 avril 1972, adepte de la course d'ultrafond. Vainqueur à deux reprises des 48 heures de Royan, elle détient le record d'Allemagne féminin des 48 heures sur route depuis 2010.
Elle est la compagne de l'athlète suisse Christian Fatton.

## Biographie
Julia Fatton a commencé à courir des marathons à partir de ses 18 ans, puis a participé à son premier ultra-marathon à 21 ans.
En 2010, aux championnats du Monde des 24 heures à Brive, elle remporte la médaille de bronze chez les femmes avec 230,258 km, réalisant la meilleure performance allemande de l'année sur 24 heures. Elle détient les meilleures performances nationales sur ce format en 2008, 2009, 2010, 2015 et 2021.
Sur les courses de 48 heures, elle détient le record d'Allemagne depuis 2010 avec 367,918 km à Royan, record qu'elle améliore en 2017 avec 378.082 km établi à Balatonfüred.
Performante aussi bien sur route qu'en trail, elle a remporté à cinq reprises le Swiss Canyon Trail.
Entre 2020 et 2021, Julia Fatton a remporté cinq compétitions au classement général scratch (hommes et femmes).

## Records personnels
Résultats recueillis auprès de la base de données DUV:
- 100 km route : 8 h 41 min 03 s aux Championnats du Monde des 100 km à Torhout en 2002
- 12 heures route : 129,558 km aux 12 h de Barcelone en Espagne en 2018
- 24 heures route : 236,183 km aux Championnats du monde des 24 h IAU à Belfast en Irlande du Nord en 2017
- 48 heures route : 378,082 km aux 48 h Int. Run Races à Balatonfüred en Hongrie en 2017